# Cantó de Vendôme-1
El cantó de Vendôme-1 és un cantó francès del departament de Loir i Cher, situat al districte de Vendôme. Té 5 municipis i part del de Vendôme.

## Municipis
- Azé
- Mazangé
- Naveil
- Thoré-la-Rochette
- Vendôme (part)
- Villiers-sur-Loir

## Història
| Data d'elecció                           | Identitat         | Partit           | Qualitat |
| ---------------------------------------- | ----------------- | ---------------- | -------- |
| 1945-1955                                | Dr. Chevalier     | MRP              |          |
| 1955-1967                                | Abel Norguet      | Divers gauche    |          |
| 1967-1970                                | Gérard Yvon       | SFIO             |          |
| 1970-1982                                | Robert Girond     | SFIO, després PS |          |
| 1982-1988                                | Robert Lasneau    | Divers droite    |          |
| 1988-2008                                | Daniel Chanet     | PS               |          |
| 2008-                                    | Catherine Lockart | PS               |          |
| les dades anteriors no són pas conegudes |                   |                  |          |
|                                          |                   |                  |          |